# タマーラ・カルサヴィナ

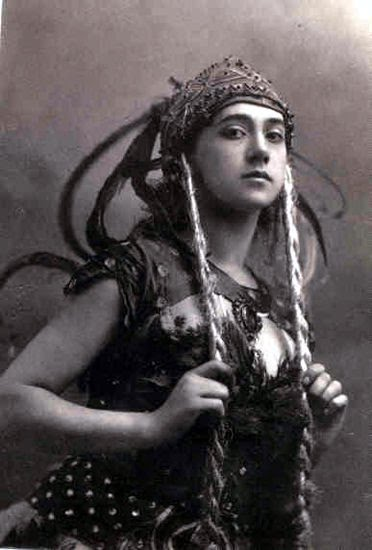
『火の鳥』を演じるカルサヴィナ

タマーラ・プラトーノヴナ・カルサヴィナ（カルサーヴィナとも、ロシア語: Тама́ра Плато́новна Карса́вина, ラテン文字転写: Tamara Platonovna Karsavina, 1885年3月10日 - 1978年5月26日）は、ロシア出身のバレリーナである。ロシア帝室マリインスキー劇場のプリマ・バレリーナを務める一方、セルゲイ・ディアギレフ主宰のバレエ・リュス（ロシア・バレエ団）における中心ダンサーとして活躍した。古典から実験的な作品に至るまでをこなし、幅広い芸風で多くの観客を魅了した。ロシア革命を機にイギリスに亡命し、同国におけるバレエの発展に大きく貢献した。アンナ・パヴロワと並び、20世紀前半を代表するバレリーナである。

## ロシア時代
1885年、サンクトペテルブルクに生まれる。帝室バレエのダンサーであった父プラトン・カルサヴィンの影響で幼少時からバレエダンサーを志し、家族ぐるみでつきあいがあった元ダンサーのマダム・ジューコヴァ、次いで帝室バレエを引退した父からバレエのレッスンを受け、1894年に帝室マリインスキー劇場附属舞踊学校の入学試験に合格した。帝室舞踊学校では上級に進級した際にパーヴェル・ゲルトのクラスでバレエを学び、規定年齢の18歳に満たない17歳のとき首席で卒業した。その直前の1902年5月にマリインスキー劇場でデビューを果たした。帝室バレエ団にはコール・ド・バレエ（群舞）を経ずにコリフェとして入団し、ロシアバレエ界の重鎮クリスティアン・ヨハンソンやエンリコ・チェケッティらに指導を受け、三年目には第2ソリストとなった。
日露戦争中の1905年、血の日曜日事件がロシア第一革命に発展し、いたるところで自由を求める機運が高まると、帝室バレエ団においてもダンサーたちの間に芸術の自治や給与引き上げなどを求める運動が起こり、選出されたフォーキン、パヴロワ、カルサヴィナなど12人の代議士らは劇場の支配人テリャコーフスキーに対して嘆願書を提出した。この運動は団員内に深い亀裂を生じさせ、このためにカルサヴィナと親交が深かったセルゲイ・レガートは喉を切って自殺した。結局ダンサーたちの要求は通らなかったが、カルサヴィナらの処分はストライキなどに対する訓告のみで、その後の活動には影響しなかった。
これより数年前、カルサヴィナはフォーキンと恋愛関係にあったが、カルサヴィナの母親が反対したために結婚は実現せず、1907年に財務省に勤めるワシーリイ・ムーヒンと結婚した。

## バレエ・リュス

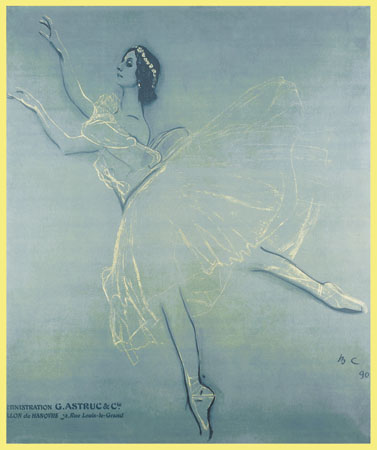
1909年のバレエ・リュスのポスター。セローフが描いたパブロワ

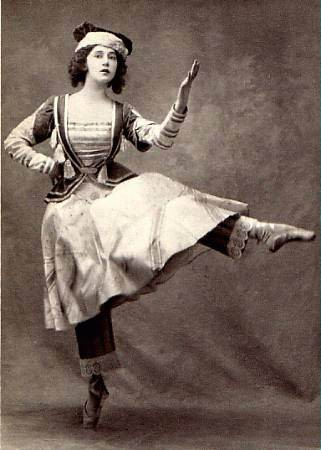
『ペトルーシュカ』の「踊り子」役を演じるカルサヴィナ

1906年以来、パリでロシアの絵画や音楽を紹介し続けたセルゲイ・ディアギレフは、1909年にシャトレ座を舞台とするバレエの公演を企画した。この、事実上のバレエ・リュスの旗揚げ公演は、夏季休暇中のマリインスキー劇場のダンサーを借りる形で行われ、パヴロワやフォーキン、ニジンスキーとともにカルサヴィナもこれに参加した。この時にパリの町中に貼られたポスターには、セーロフ画によるパヴロワの姿が描かれており、帝室バレエ団のプリマ・バレリーナであったパヴロワは公演の目玉とされていた。しかし、彼女はアドルフ・ボルムやニコライ・レガートらと小さな一座を率いて東欧を巡演中であったため、1ヶ月にわたったバレエ・リュス公演のうち、参加できたのは後半のみであった。
パヴロワを欠いた状態で始まったバレエ・リュスの公演最初の作品『アルミードの館』において、カルサヴィナは「主人公アルミードの友人」という脇役を演じたが、バルディナ、ニジンスキーとともに踊った本筋と関係のない途中のパ・ド・トロワがパリの聴衆に高く評価され、翌日の『ル・フィガロ』紙の第1面にはニジンスキーとカルサヴィナを描いたデッサンが大きく掲載された。また、公演期間の途中に『アルミードの館』の主演バレリーナであったヴェーラ・カラーリが団員と駆け落ちするという事件が起こったため、カルサヴィナは急遽代役としてアルミードを演じることとなり、このことでますます名声は高まった。パヴロワがパリに到着した頃には、すでにカルサヴィナは定冠詞付きの「ラ・カルサヴィナ」としてパリの人気を独占しており、公演終了後にはカルサヴィナのもとにイギリス、アメリカ、オーストラリアなど、各国の劇場からオファーが殺到した。
翌1910年、パリ・オペラ座で行われた公演では、パヴロワを主役とする『ジゼル』と『火の鳥』がプログラムの中心に据えられる予定であったが、パヴロワがロンドンのパレス劇場との契約を優先させたため、いずれの演目もカルサヴィナがタイトルロールを演じることになった（一説にはパヴロワが『火の鳥』の音楽を理解できず、嫌悪したからであるとされる）。『ジゼル』がフランスで上演されるのは実に1868年以来のことであったが観客の反応は芳しくなく、注目されたのはむしろ新作の『火の鳥』（音楽：イーゴリ・ストラヴィンスキー、振付：フォーキン）の方であった。作曲者のストラヴィンスキーはキャストについて、パヴロワが「火の鳥」役にふさわしく、カルサヴィナには王女の役が適していると考えていたが、実演でのカルサヴィナの完璧な踊りに満足した。カルサヴィナの「火の鳥」は、パヴロワの「瀕死の白鳥」に匹敵する当たり役だとされている。
この2年間の成功により、ディアギレフはバレエ・リュスを常設のバレエ団とすることを決意し、団員を集めた。帝室バレエ団を退団してバレエ・リュス専属の踊り手となる者も多かったが、カルサヴィナは1910年に帝室バレエ団のプリマ・バレリーナに昇格しており、この身分を保持したままでバレエ・リュスに参加した。2つのバレエ団を掛け持ちすることが可能だったのは、勤続年数が短いカルサヴィナの収入を保証する目的で、帝室バレエ団がプリマ・バレリーナでありながら身分をゲスト扱いとし、自由に休暇を取ることを認めたためである。
バレエ・リュスでのカルサヴィナは第一次世界大戦までに、『薔薇の精』（1911年）の乙女役、『ペトルーシュカ』（同年）の踊り子役、『タマーラ』（1912年）のタイトルロール、『ダフニスとクロエ』（同年）のクロエ役、『遊戯』（1913年）の少女役、『サロメの悲劇』（同年）のタイトルロールなど、多くの作品に出演した。ニジンスキーはこの時期のよきパートナーであり、『薔薇の精』、『ペトルーシュカ』などで息のあった演技を披露した。

## 第一次世界大戦とロシア革命

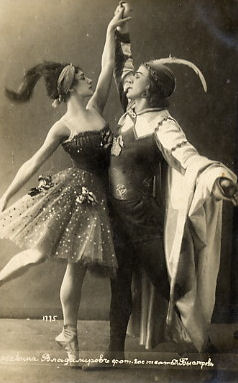
『白鳥の湖』でオディールを演じるカルサヴィナ

1914年、カルサヴィナはその年のバレエ・リュスの公演を終えて帰国しようとしたが、ロシアの手前まで来たところで第一次世界大戦が勃発したため、ドイツからオランダやイギリスを経由し、苦労してサンクトペテルブルクへ戻った。以後5年間はバレエ・リュスでの活動は不可能となり、マリインスキー劇場での活動に専念することになった。この間、私生活においては最初の夫ムーヒンと離婚し、1915年にイギリスの外交官ヘンリー・ブルースと再婚して1児をもうけた。
大戦中の1917年、ロシア革命が起こってロマノフ朝のロシア帝国は崩壊したが、あらたに発足した革命政権は芸術家を保護する政策をとり、カルサヴィナはダンサーの委員会の長となってバレエの公演を続けた。しかし、不安定な政情の中、1918年6月に夫、息子とともにロシアを脱出し、イギリスに亡命してロンドンに永住、以後ロシアに戻ることは二度となかった。
1919年からはバレエ・リュスの活動を再開し、『三角帽子』（1919年）の粉屋の女房役、『ナイチンゲールの歌』（1920年）のナイチンゲール役などを演じる。このほか『プルチネルラ』（1920年）などの初演にも関わるが、大戦前に比べると出演の頻度は少なくなった。
1928年には、精神を病んだかつてのパートナー、ニジンスキーと15年ぶりに再会する。彼のために『ペトルーシュカ』の「踊り子」のコスチュームをしてみせるが、ニジンスキーの記憶を呼び戻すことはできなかった。この時にカルサヴィナが、ニジンスキー、ディアギレフらと撮った記念写真が残されている。ディアギレフの死の前年のことであった。

## イギリスでの活動
イギリスに渡ったカルサヴィナは、1930年から1931年にかけて、マリー・ランバートが創始したイギリス初のバレエ団、バレエ・クラブ（後のバレエ・ランバート）にゲスト出演した。1931年にはバレリーナとしての活動からは引退するが、バレエ・クラブやロイヤル・バレエなどイギリスのバレエ・カンパニーにバレエ・リュスやマリインスキー劇場のレパートリーを伝授し助言を与え、フレデリック・アシュトンや、マーゴ・フォンテインなど多くのイギリス人ダンサーに大きな影響を与えた（マーゴ・フォンテインはカルサヴィナの代表作『火の鳥』を伝授されている）。
また文筆活動もさかんに行い、雑誌『ダンシング・タイム』へのエッセイ寄稿のほか、『バレエ・テクニック』（1956年）、『クラシック・バレエ―動きの流れ』（1962年）などの理論書、前半生をつづった自伝『劇場通り』（1929年、1947年に第28章「ディアギレフ」を追加）を執筆した。カルサヴィナは1910年に初めてロンドンを訪れた頃には全く英語を話せなかったが、これらは全て英語で執筆されている。
1946年から1955年にかけて、バレエの教育や資格認定を行う組織ロイヤル・アカデミー・オブ・ダンシング（RAD、現在のロイヤル・アカデミー・ダンス）副会長を務め、ほかにバレエ評論家アーノルド・ハスケルと「ダンシング・タイム」編集長リチャードソンによるカマルゴ協会に協力するなど、イギリスのバレエ発展に大きく貢献した。　
1951年に夫を失うが再婚はせず、1978年にベコンズフィールドで死去した。

## 人物
当時のバレリーナの中では群を抜いて知的で教養にあふれていた。5歳の頃には文字を覚えて新聞の連載小説を読み、プーシキンやレールモントフの詩に親しんだという。帝室舞踊学校時代にはディアギレフらの主催する『芸術世界』の展覧会に欠かさず足を運び、舞踊学校を首席で卒業した際の記念品としてゲーテの『ファウスト』を希望した、バレエ・リュスでのデビュー後に各地から出演依頼が殺到した際に、ロンドンの劇場を選んだ理由もディケンズが好きだったからである。
このため、ディアギレフやブノワなど、バレエ・リュスの幹部にも高く評価され、早くから彼らの会議に出席することを許された。ディアギレフは同性愛者であり、カルサヴィナを「わが子」と呼んで可愛がったが、その一方でカルサヴィナの美貌と知性にはかすかな恋心を抱いていたといわれている。
また、当時のバレリーナの中にはパヴロワ、ニジンスキーのように貧しい家庭出身の者が少なくなく、生活のためにパトロンに身体を売ることも行われていたが、カルサヴィナはある程度豊かな家庭に育ったこともあり、保守的で貞操が固かった。